# Jagdgeschwader 11
A Jagdgeschwader 11 foi uma unidade da Luftwaffe que atuou durante a Segunda Guerra Mundial. Assim que foi formada passou a utilizar as aeronaves Messerschmitt Bf 109 e Focke-Wulf Fw 190.

## Geschwaderkommodoren
| Comandante             | Data                                         |
| ---------------------- | -------------------------------------------- |
| Major Anton Mader      | 1 de Abril de 1943 - Novembro de 1943        |
| Obstlt Hermann Graf    | 11 de Novembro de 1943 - 29 de Março de 1944 |
| Major Anton Hackl      | Abril de 1944 - 15 de Abril de 1944          |
| Major Herbert Ihlefeld | 1 de Maio de 1944 - Maio de 1944             |
| Major Günther Specht   | 15 de Maio de 1944 - 1 de Janeiro de 1945    |
| Major Jürgen Harder    | Janeiro de 1945 - 17 de Fevereiro de 1945    |
| Major Anton Hackl      | 20 de Fevereiro de 1945 - 5 de Maio de 1945  |

## Stab
Formado em 1 de Abril de 1943 em Jever.

## I. Gruppe

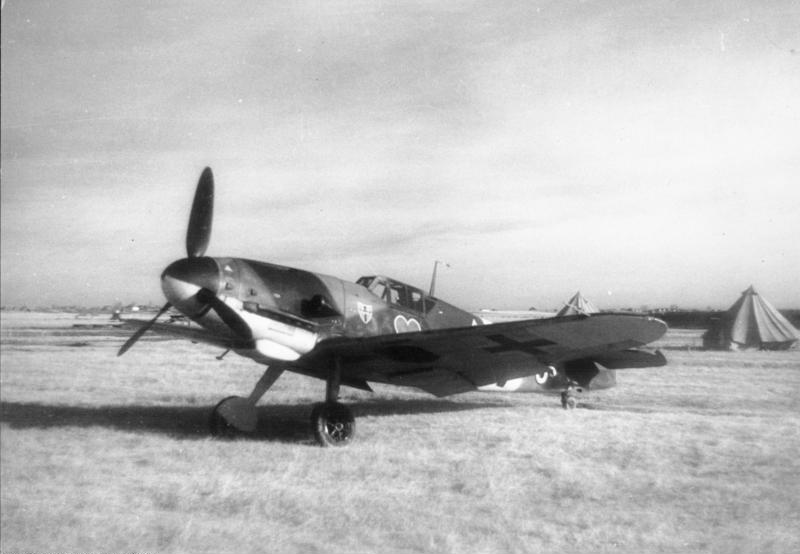
Um Bf 109 Gustav semelhante às aeronaves usadas pela JG 11.

### Gruppenkommandeure
- Maj Walter Spies, 1 de Abril de 1943 - Junho de 1943
- Hptm Erwin Clausen, 20 de Junho de 1943 - 4 de Outubro de 1943
- Hptm Erich Woitke (acting), 4 de Outubro de 1943 - 15 de Outubro de 1943
- Hptm Rolf Hermichen, 16 de Outubro de 1943 - Maio de 1944
- Olt Hans-Heinrich Koenig, Maio de 1944 - 24 de Maio de 1944
- Olt Fritz Engau (acting), 24 de Maio de 1944 - 1 de Junho de 1944
- Hptm Siegfried Simsch, 1 de Junho de 1944 - 8 de Junho de 1944
- Olt Fritz Engau (acting), 8 de Junho de 1944 - 24 de Junho de 1944
- Hptm Werner Langemann, 24 de Junho de 1944 - 14 de Julho de 1944
- Olt Hans Schrangl(?) (acting), 15 de Julho de 1944 - 14 de Agosto de 1944
- Hptm Walter Matoni, 15 de Agosto de 1944 - 30 de Setembro de 1944
- Hptm Bruno Stolle, Outubro de 1944 - 25 de Novembro de 1944
- Hptm Rüdiger Kirchmayr, 25 de Novembro de 1944 - Abril de 1945
- Hptm Karl Leonhard, Abril de 1945 - 5 de Maio de 1945

Formado em 1 de Abril de 1943 em Husum a partir da III./JG 1 com:
- Stab I./JG11 a partir do Stab III./JG1
- 1./JG11 a partir do 7./JG1
- 2./JG11 a partir do 8./JG1
- 3./JG11 a partir do 9./JG1

No dia 1 de Agosto de 1943 o 1./JG11 e o 10./JG11.
No dia 17 de Agosto de 1944 foi adicionado ao gruppe mais 1 staffel, contando agora com 4 staffeln:
- 1./JG11 não mudou
- 2./JG11 não mudou
- 3./JG11 não mudou
- 4./JG11 a partir do 10. e 11./JG11

O 4./JG11 foi dispensado em Março de 1945.

## II. Gruppe

### Gruppenkommandeure
- Hptm Günther Beise, 1 de Abril de 1943 - 15 de Abril de 1943
- Maj Adolf Dickfeld, 17 de Abril de 1943 - Maio de 1943
- Hptm Günther Specht, Maio de 1943 - 15 de Abril de 1944
- Maj Günther Rall, 19 de Abril de 1944 - 12 de Maio de 1944
- Hptm Walter Krupinski, Maio de 1944 - 12 de Agosto de 1944
- Hptm Karl Leonhard, 13 de Agosto de 1944 - 5 de Abril de 1945

Formado em 1 de Abril de 1943 em Jever a partir do I./JG 1 com:
- Stab II./JG11 a partir do Stab I./JG1
- 4./JG11 a partir do 1./JG1
- 5./JG11 a partir do 2./JG1
- 6./JG11 a partir do 3./JG1

No dia 11 de Agosto de 1944 foi adicionado mais 1 staffel:
- 5./JG11 não mudou
- 6./JG11 não mudou
- 7./JG11 novo
- 8./JG11 a partir do antigo 4./JG11

O 7./JG11 foi dispensado no mês de Março de 1945, e o 8./JG11 foi redesignado 7./JG11. O II./JG11 passou a contar com somente 3 Staffeln:
- 5./JG11
- 6./JG11
- 7./JG11

O Gruppe foi dispensado no dia 3 de Abril de 1945.

## III. Gruppe

### Gruppenkommandeure
- Hptm Ernst-Günther Heinze, Abril de 1943 - Setembro de 1943
- Maj Anton Hackl, 1 de Outubro de 1943 - Maio de 1944
- Hptm Horst-Günther von Fassong, Maio de 1944 - 1 de Janeiro de 1945
- Olt Paul-Heinrich Dähne, 2 de Janeiro de 1945 - Fevereiro de 1945
- Hprm Herbert Kutscha, 23 de Fevereiro de 1945 - 5 de Maio de 1945

Formado na metade do mês de Maio de 1943 em Neumünster a partir de partes do I. e II./JG11 com:
- Stab III./JG11 novo
- 7./JG11 novo
- 8./JG11 novo
- 9./JG11 novo

A formação foi concluida no mês de Junho de 1943 sendo então a unidade enviada para Oldenburg. No mês de Agosto de 1944 passou a contar com 4 staffeln:
- 9./JG11 não mudou
- 10./JG11 a partir do antigo 7./JG11
- 11./JG11 a partir do antigo 8./JG11
- 12./JG11 a partir do 2./JG 52

O 12./JG11 foi dispensado no mês de Março de 1945.

## 10. staffel

### Staffelkapitäne
- Olt Heinz Sahnwaldt, Julho de 1943 - 1 de Agosto de 1943
- Olt Günther Witt, 1 de Agosto de 1943 - Novembro de 1943
- Hptm Siegfried Simsch, Novembro de 1943 - 1 de Janeiro de 1944
- Olt Heinz Grosser, 1 de Janeiro de 1944 - 2 de Maio de 1944
- Hptm Erich Viebahn, Maio de 1944 - 15 de Agosto de 1944

Foi formado no dia 7 de Julho de 1943 em Husum. No dia 17 de Agosto de 1944 foi unido com o 11./JG11 e renomeado 4./JG11.
10./JG11 e 11./JG11 eram conhecidos como Kommando Skagerrak entre 7 de Dezembro de 1943 e Junho de 1944.

## 11. staffel

### Staffelkapitän
- Olt Herbert Christmann, Dezembro de 1943 - 15 de Agosto de 1944.[1]

Foi formado no dia 7 de Dezembro de 1943 em Lister a partir do Jagdstaffel Helgoland. No dia 17 de Agosto de 1944 foi unido com o 10./JG11 e renomeado 4./JG11.
O 11./JG11 e 10./JG11 ficaram conhecidos como Kommando Skagerrak no período entre 7 de Dezembro de 1943 e Junho de 1944.

## Alarmstaffel Aalborg

### Staffelkapitän
- Olt Rolf Jacobs, Maio de 1944 - 30 de Junho de 1944[1]

Foi formado no dia 13 de Maio de 1944 em Aalborg-West a partir de partes do 10. e 11./JG11, pasando a participar de missões de combate noturnas, utilizando agora os Fw 190A. Acabou sendo dispensado no mês de Junho de 1944.